# Eugène Montfort
Eugène Montfort, född 1877, död 1936, var en fransk författare.
Montfort deltog 1897 i grundandet av den så kallade naturismen, debuterade året därpå med ett häfte prosapoem och utgav därefter ett 20-tal romaner och reseböcker, utmärkta en livfull stil och friskhet i iakttagelsen. Montfort var från 1904 utgivare av Les marges.